# Moore (automobilismo)
A Moore foi um construtor estadunidense de carros de corrida. Produziu chassis para equipes das 500 Milhas de Indianápolis no período entre 1950 e 1959, quando o evento fazia parte do calendário do Campeonato Mundial da FIA. Além disso disputou a edição de 1950 também com equipe própria.

## Resultados como equipe própria
| Ano  | Construtor           | Chassi                   | Motor       | Pneus | Nº       | Pilotos                                                  | Classificação                        |
| ---- | -------------------- | ------------------------ | ----------- | ----- | -------- | -------------------------------------------------------- | ------------------------------------ |
| 1950 | Deidt Lesovsky Moore | Tuffanelli Derrico ? ??? | Offenhauser | F     | 3 14 5 8 | Bill Holland Tony Bettenhausen George Connor Lee Wallard | 2º lugar 31º lugar 8º lugar 6º lugar |